# سيمون سيمون
سيمون سيمون (بالفرنسية: Simone Simon)‏ هي ممثلة فرنسية، ولدت في 23 أبريل 1910 بمارسيليا في فرنسا، وتوفيت في 22 فبراير 2005 بباريس في فرنسا.

## أعمال

### أفلام
- (1941) الشيطان ودانييل وبستر

## وصلات خارجية
- سيمون سيمون على موقع IMDb (الإنجليزية)
- سيمون سيمون على موقع ألو سيني (الفرنسية)
- سيمون سيمون على موقع ميوزك برينز (الإنجليزية)
- سيمون سيمون على موقع تيرنر كلاسيك موفيز (الإنجليزية)
- سيمون سيمون على موقع أول موفي (الإنجليزية)
- سيمون سيمون على موقع قاعدة بيانات الأفلام السويدية (السويدية)
- سيمون سيمون على موقع إن إن دي بي (الإنجليزية)
- سيمون سيمون على موقع قاعدة بيانات الفيلم (الإنجليزية)
- سيمون سيمون على موقع كينوبويسك (الروسية)